# Hohe Straße zwischen Kocher und Jagst

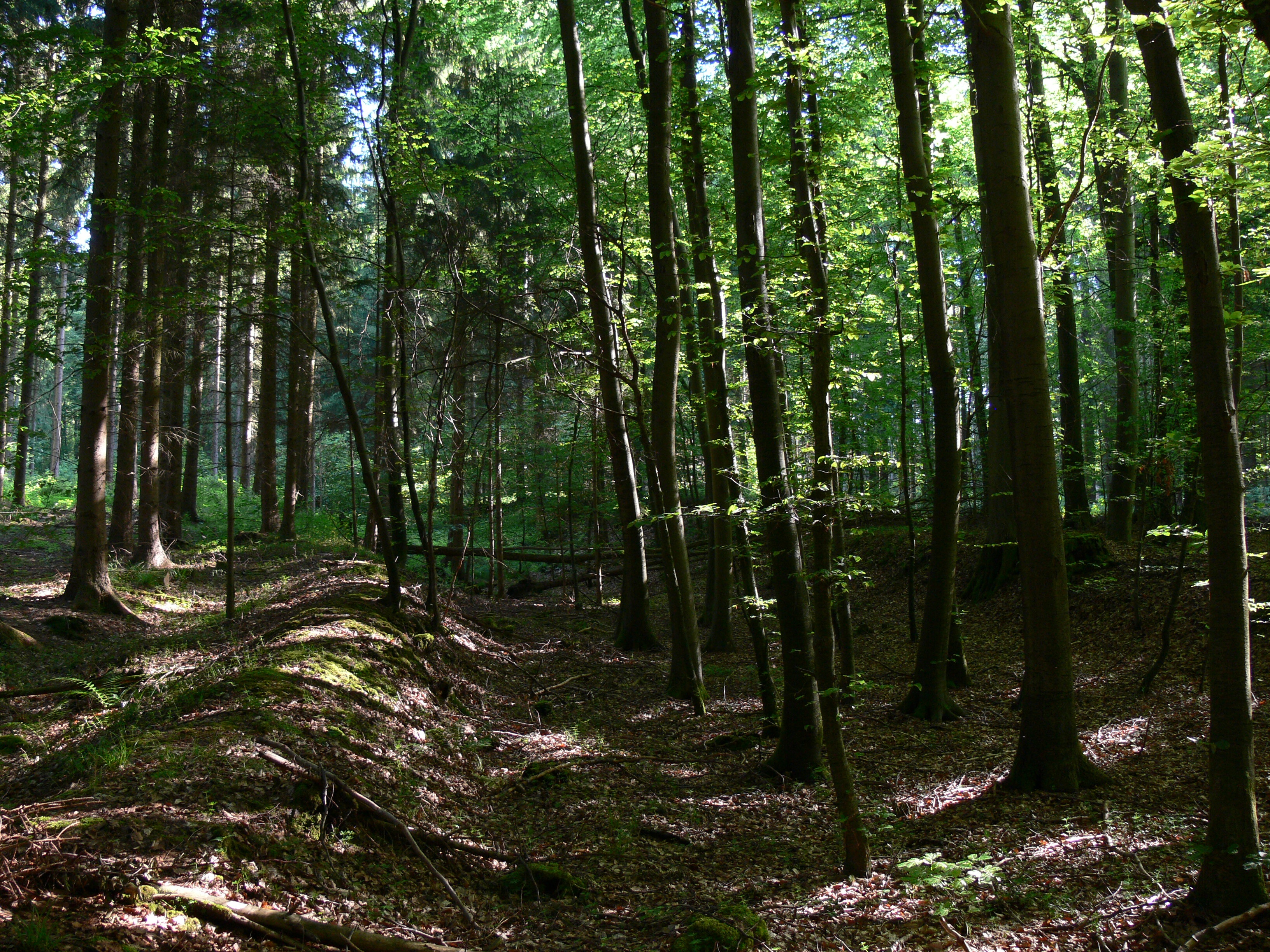
Überreste der Hohen Straße im Harthäuser Wald

Die Hohe Straße, manchmal auch Hochstraße oder Hohstraße genannt, ist ein historischer Fernhandelsweg, der wahrscheinlich bereits in frühkeltischer Zeit genutzt wurde. Er zieht zwischen Bad Friedrichshall und Heimhausen (Jagst) entlang der Wasserscheide auf dem Höhenrücken zwischen Kocher und Jagst im baden-württembergischen Teil Frankens und läuft dabei durch den Landkreis Heilbronn und den Hohenlohekreis. In seiner Umgebung befinden sich zahlreiche Grabhügel der Hallstattzeit (etwa 800 bis 500 v. Chr.), die eine Besiedlung bereits zur Zeit der Kelten beweisen.

## Verlauf

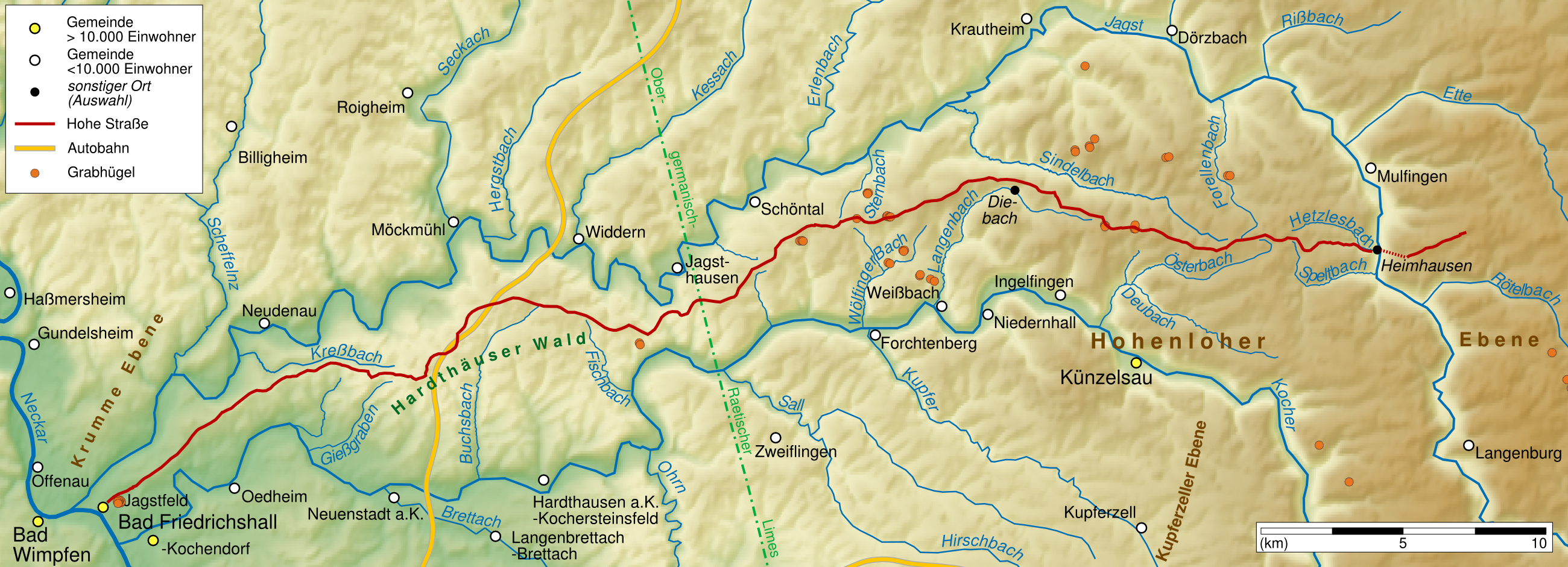
Verlauf der Hohen Straße

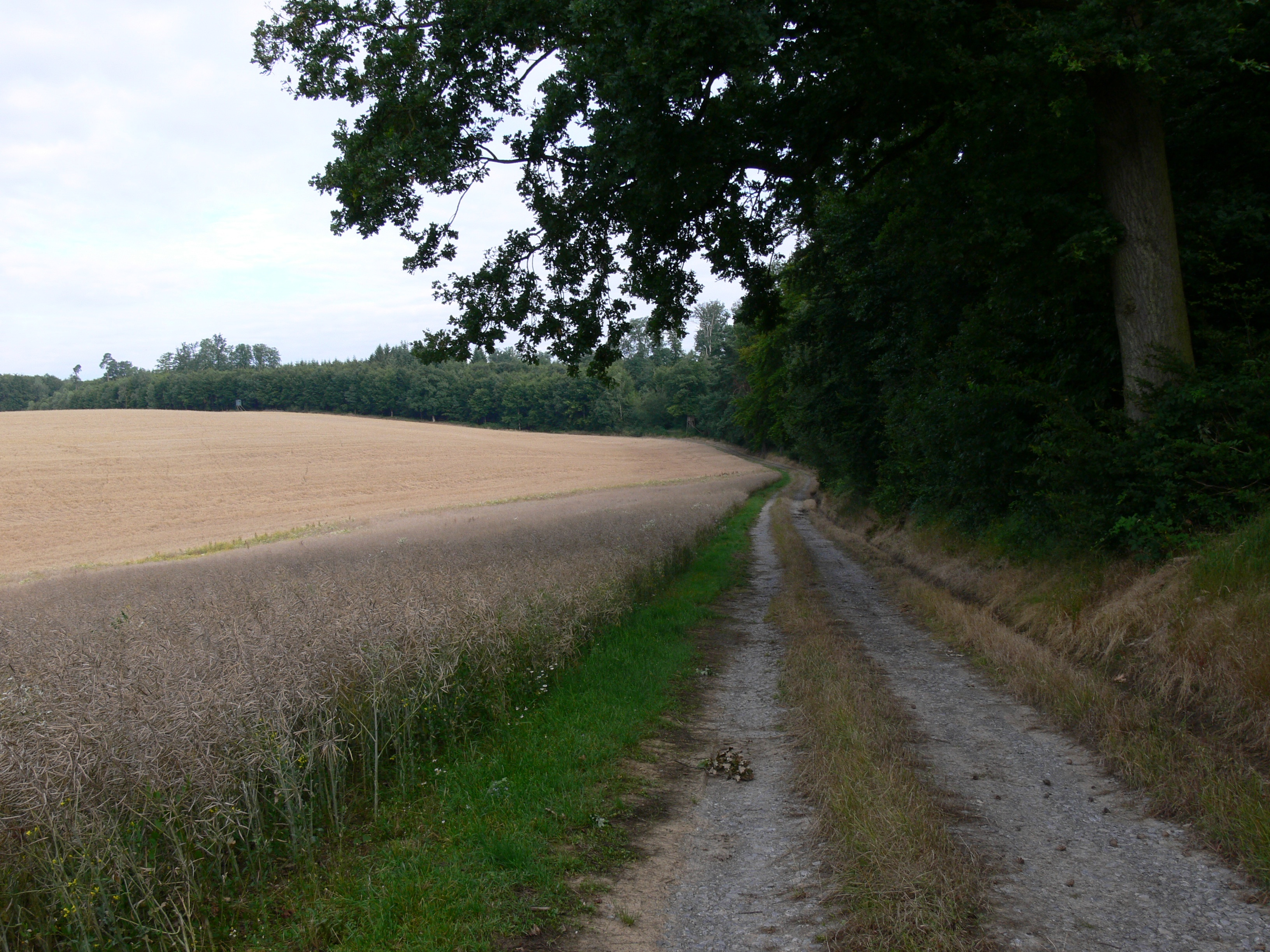
Verlauf bei Neuzweiflingen

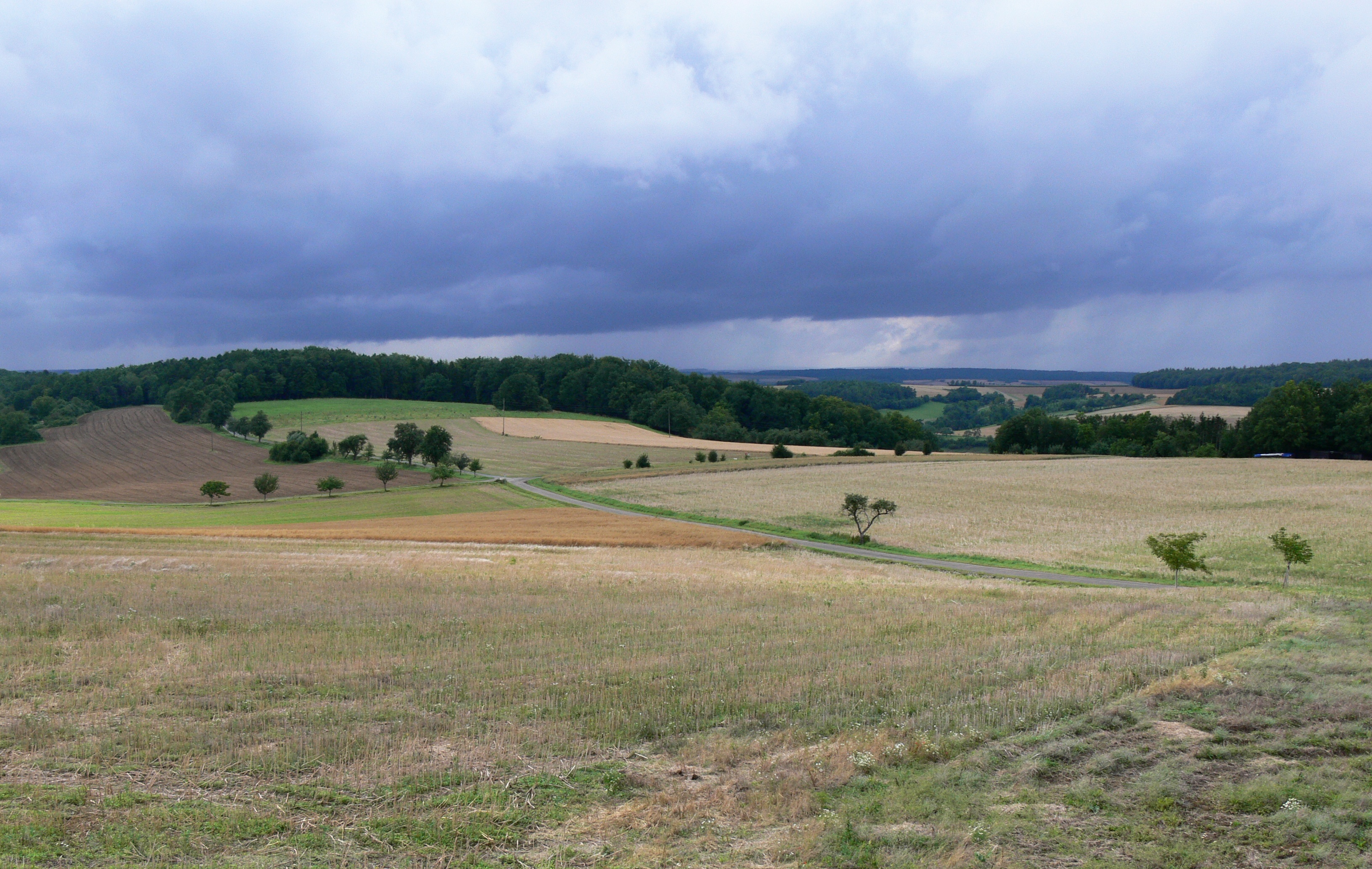
Die ehemalige Hohe Straße bei Diebach

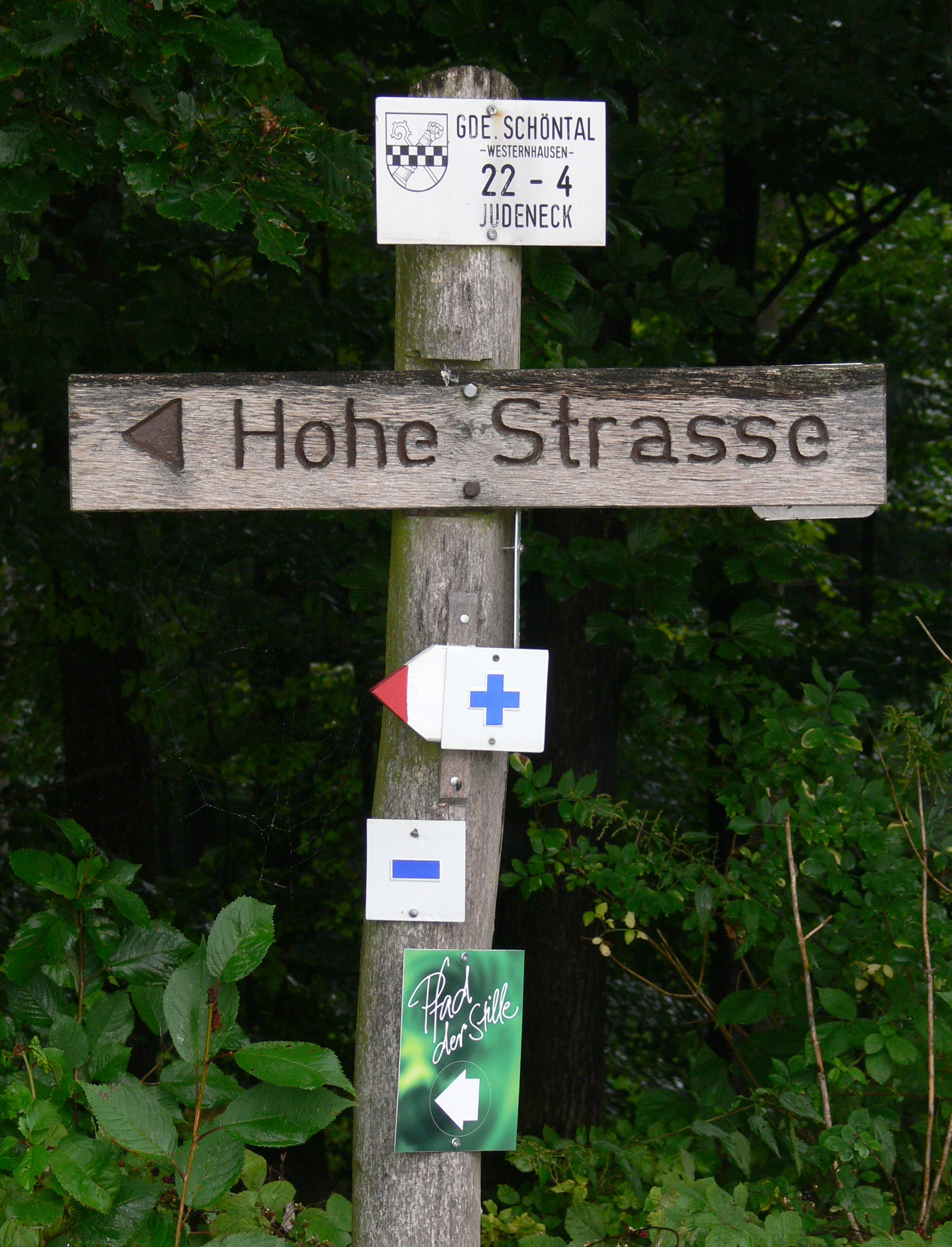
Hinweisschild an der Hohen Straße bei Schöntal

Die Hohe Straße führt von Bad Friedrichshall-Jagstfeld durch den Harthäuser Wald und vorbei an Diebach nach Heimhausen bei Mulfingen, überschreitet die Jagst über die dortige Brücke und zieht dann weiter in Richtung Rothenburg ob der Tauber. Auf weiten Strecken war oder ist die Straßentrasse die Grenze zwischen verschiedenen Territorien und Markungen. Auch heute noch folgen Landstraßen und Feldwege an vielen Abschnitten dem alten Weg, während anderswo, besonders in Waldgebieten, kaum noch Spuren von ihm zu finden sind.
Dass sich die Straße auf dem Höhenrücken in ihrem Verlauf nicht nach den überwiegend in fränkischer Zeit entstandenen Siedlungen ausrichtet, weist darauf hin, dass sie wesentlich älter ist als diese Siedlungsorte. Die Römer wiederum kommen nicht als ursprüngliche Erbauer der Straße in Frage, da der römische Limes, Ostgrenze des Römischen Reichs, sie schon nach der Hälfte des Abschnitts von Jagstfeld nach Heimhausen quer schneidet. Der Straßenverlauf aber führt viel weiter hinein in nichtrömisches Gebiet.
Der Weg ist insgesamt etwa 50 km lang (45 km in Luftlinie).

## Geschichte
Grabungsfunde legen nahe, dass der Höhenrücken zwischen Kocher und Jagst schon in der Steinzeit besiedelt war. In dieser Zeit liegen möglicherweise die Ursprünge des Fernweges.
Zur Zeit der Kelten hat der Fernhandelsweg wohl eine wichtige Rolle im Salzhandel gespielt. Bedeutende, schon in keltischer Zeit besiedelte Salzorte im Einzugsgebiet der Hohen Straße waren etwa Niedernhall am Kocher und Kirchberg an der Jagst, wohin auch ein kleinerer Ableger der Straße führt. Die Römer, die im Harthäuser Wald siedelten, legten auf einem Teil der Hohen Straße eine Militärstraße an, die die Kastelle Wimpfen und Jagsthausen miteinander verband. Deshalb wird der westliche Teil der Hohen Straße im Volksmund auch als Römerstraße bezeichnet. Obwohl die römischen Gutshöfe im Harthäuser Wald um 260 n. Chr. aufgegeben wurden, blieb die Hochstraße weiter in Benutzung.
Im Mittelalter war sie Teil einer Fernverbindung von den Reichsstädten am Rhein, insbesondere Worms und Speyer, über die Reichsstadt Wimpfen am Neckar in Richtung Nürnberg. Als sogenannte Königstraße (Via Regia) oder Kaiserstraße stand sie unter dem Verfügungsrecht des deutschen Königs oder Kaisers. Es ist überliefert, dass noch 1235 n. Chr. Kaiser Friedrich II. diesen Weg nahm, um von Nürnberg nach Wimpfen zu ziehen.
Schriftquellen noch bis in das 18. Jahrhundert hinein nennen Geleit- und Zollrechte auf ihr.
Zahlreiche, ursprünglich mündlich überlieferte Flur- und Gewannnamen entlang des Verlaufs dieser Überlandstraße künden noch heute von ihrer Existenz und ehemaligen Bedeutsamkeit. Darunter sind Bezeichnungen wie An der Hohen Straße, Hochsträßle oder Straßenschlag. Ebenfalls an den alten Verkehrsweg erinnert der Flurname Leisen, abgeleitet von den Fahrgeleisen mittelalterlicher Wagen.
Im Gebiet der Gemeinde Schöntal steht die Marienwallfahrtskapelle Neusaß, dort gab es an der Trasse fast 500 Jahre lang einen Markt.

### Überlieferungen und Sagen
Zahlreiche Erinnerungen an die Hohe Straße haben sich im Volksmund erhalten. An der Kreuzung Sindeldorf-Diebach soll ein „Schwarzer“ oder „Feuriger Mann“ spuken, beim Muthof das Wilde Heer, im Donnerwald geht angeblich der Schimmelreiter um. Auch mehrere kopflose oder köpfte Reiter treiben entlang des Fernweges dem Volksglauben nach ihr Unwesen; zahlreiche weitere Sagen spielen in Orten, Wäldern und Gründen des weiteren Umkreises. Sagen lassen auf dieser Straße die Kreuzfahrer ins Morgenland ziehen. Auf dem Ginsberg westlich von Wendel zum Stein soll auch die letzte große Heidenschlacht gegen die „Hunnen“ (Ungarn) geschlagen worden sein. Solche „Hunnen“ liegen dem Volksglauben nach in den Hügelgräbern der Umgebung begraben.

## Touristik
Die Hohe Straße kann größtenteils mit dem Fahrrad befahren und teilweise auch bewandert werden. Bei Schöntal ist die Hohe Straße heute Teil der Pfade der Stille, eines Tourismusprojekts der Gemeinden Mulfingen, Dörzbach, Krautheim und Schöntal in Zusammenarbeit mit der Touristikgemeinschaft Hohenlohe. Insgesamt sind diese Altstraße und die umliegenden Keltengräber jedoch als touristische Attraktion kaum erschlossen.